# 다오와이구

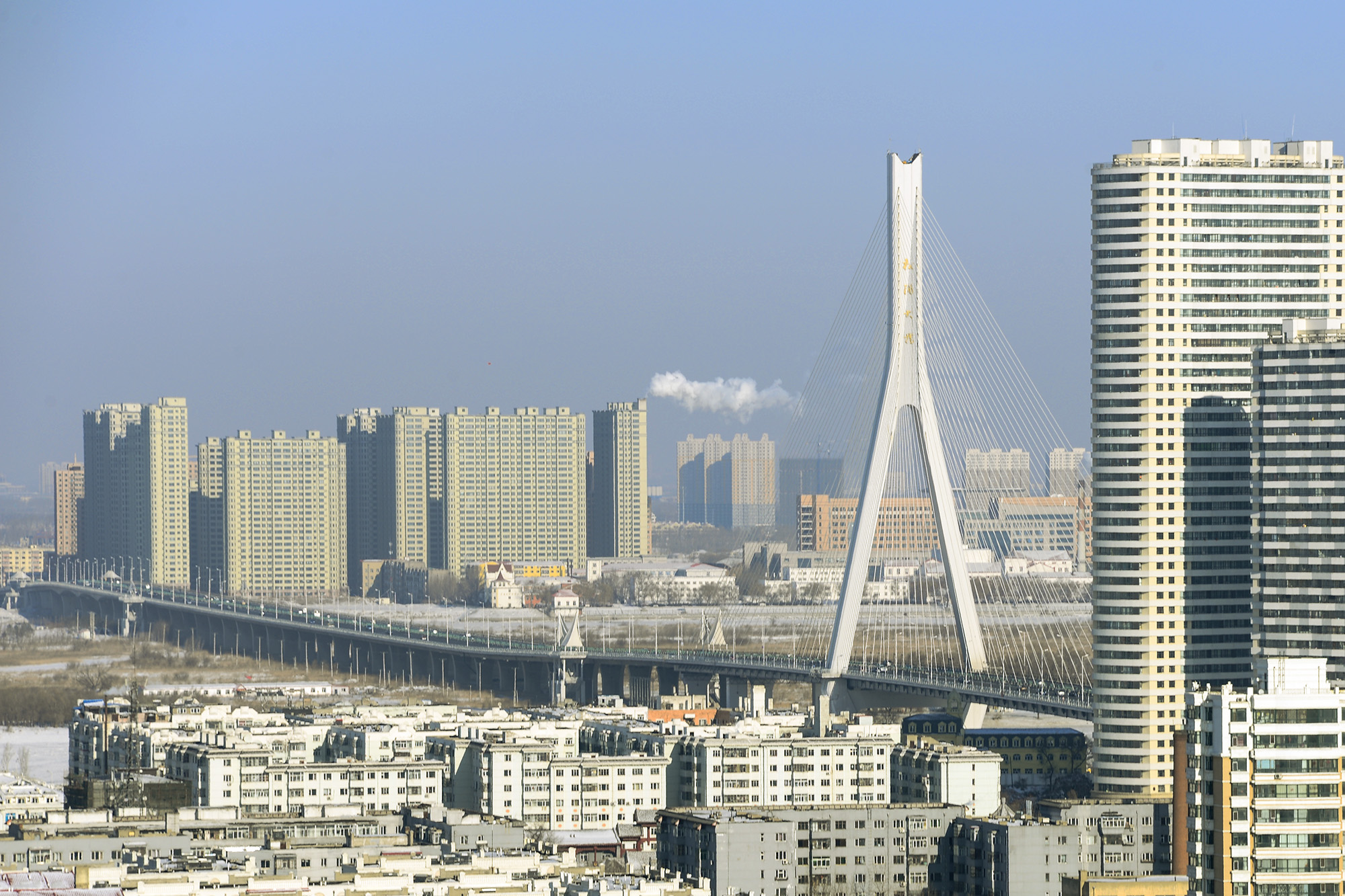

다오와이구(한국어: 도외구, 중국어: 道外区, 병음: Dàowài Qū)는 중화인민공화국 헤이룽장성 하얼빈시의 행정구역이다. 넓이는 618.6km2이고, 인구는 2007년 기준으로 690,000명이다.

## 행정 구역
24개 가도, 3개 진, 1개 향을 관할한다.
- 가도: 大兴街道, 胜利街道, 东原街道, 东莱街道, 太古街道, 南市街道, 靖宇街道, 滨江街道, 南马街道, 仁里街道, 崇俭街道, 振江街道, 大有坊街道, 三棵街道, 火车头街道, 太平街道, 黎华街道, 新乐街道, 新一街道, 民强街道, 化工街道, 东直街道, 南直街道, 水泥街道.
- 진: 团结镇, 巨源镇, 永源镇.
- 향: 民主乡.